# Sandö, Björneborg
Sandö (finska: Saantee)  i Finland var en tidigare ö men är numera mera en halvö.  Den ligger i kommundelen Vittisbofjärd i kommunen Björneborg i landskapet Satakunta, i den sydvästra delen av landet, 250 km nordväst om huvudstaden Helsingfors.
Landhöjning som är aktiv i Bottenhavets område har orsakat att Sandö numera har nästan vuxit ihop med kontinenten.
Inlandsklimat råder i trakten. Årsmedeltemperaturen i trakten är 2 °C. Den varmaste månaden är juli, då medeltemperaturen är 15 °C, och den kallaste är februari, med −11 °C.